# Scott DesJarlais
Scott Eugene DesJarlais, född 21 februari 1964 i Des Moines i Iowa, är en amerikansk läkare och politiker (republikan). Han är ledamot av USA:s representanthus sedan 2011.
DesJarlais gick i skola i Brown High School i Sturgis i South Dakota och studerade sedan vid University of South Dakota.